# Città di Acireale 1946
Maillots
Actualités
L'Associazione Sportiva Dilettantistica Città di Acireale 1946 est un club italien (sicilien) de football. Fondé en 1946, le club est basé à Acireale, dans la province de Catane, en Sicile.

## Historique des noms
- 1946-1950 : Associazione Sportiva Acireale
- 1950-1953 : Associazione Calcio Acireale
- 1953-1957 : Associazione Sportiva Acireale
- 1957-1972 : Associazione Sportiva Acquapozzillo
- 1972-2006 : Associazione Sportiva Acireale
- 2006-2014 : Società Sportiva Dilettantistica Acireale Calcio
- 2014-2018 : Associazione Sportiva Dilettantistica Acireale
- 2018- : Associazione Sportiva Dilettantistica Città di Acireale 1946

## Personnalités du club

### Anciens joueurs
- Davide Bombardini
- Walter Mazzarri
- Paolo Orlandoni

### Anciens entraîneurs
- Walter Mazzarri
- Giuseppe Papadopulo
- Francesco Scoglio

## Parcours du club
| Année   | Ligue                      | Level     |
| ------- | -------------------------- | --------- |
| 1997-98 | Serie C1 - Groupe B        | 3e Niveau |
| 1998-99 | Serie C1 - Groupe B        | 3e Niveau |
| 1999-00 | Serie C2 - Groupe C        | 4e Niveau |
| 2000-01 | Serie C2 - Groupe C        | 4e Niveau |
| 2001-02 | Serie C2 - Groupe C        | 4e Niveau |
| 2002-03 | Serie C2 - Groupe C        | 4e Niveau |
| 2003-04 | Serie C1 - Groupe B        | 3e Niveau |
| 2004-05 | Serie C1 - Groupe A        | 3e Niveau |
| 2005-06 | Serie C1 - Groupe B        | 3e Niveau |
| 2006-07 | Promotions - Groupe Sicile | 7e Niveau |
| 2007-08 | Excellence - Groupe Sicile | 6e Niveau |
| 2008-09 | Excellence - Groupe Sicile | 6e Niveau |
| 2009-10 | Excellence - Groupe Sicile | 6e Niveau |
| 2010-11 | Serie D - Groupe I         | 5e Niveau |